# Ditrichum plicatum
Ditrichum plicatum là một loài rêu trong họ Ditrichaceae. Loài này được Müll. Hal. Hampe mô tả khoa học đầu tiên năm 1872.